# فيدور دن هيرتوغ
فيدور دن هيرتوغ (بالهولندية: Fedor den Hertog) مواليد 20 أبريل 1946 في أوترخت، هولندا - الوفاة 12 فبراير 2011 في إيرميلو، كان دراج هولندي سابق في صنف سباق الدراجات على الطريق. سبق أن شارك في دورة الألعاب الأولمبية الصيفية وفاز بميدالية أولمبية.

## سجل النتائج

### سباقات أو مراحل فاز بها
- طواف فرنسا
- طواف إسبانيا
- بطولة العالم لسباق الدراجات على الطريق

## الميداليات
| الميدالية | المسابقة                       |
| --------- | ------------------------------ |
| ذهبية     | الألعاب الأولمبية الصيفية 1968 |

## وصلات خارجية
- الموقع الرسمي

## روابط خارجية
- فيدور دن هيرتوغ على موقع أرشيف الدراجات (الإنجليزية)
- فيدور دن هيرتوغ على موقع إحصائيات الدراجات الإحترافية (الإنجليزية)
- فيدور دن هيرتوغ على موقع CycleBase (الإنجليزية)
- فيدور دن هيرتوغ على موقع أوليمبيديا (الإنجليزية)